# Brax (Haute-Garonne)
Brax is een gemeente in het Franse departement Haute-Garonne (regio Occitanie). De plaats maakt deel uit van het arrondissement Toulouse. In de gemeente ligt spoorwegstation Brax - Léguevin. Brax telde op 1 januari 2022 2.938 inwoners.

## Geografie
De oppervlakte van Brax bedroeg op 1 januari 2022 4,42 vierkante kilometer; de bevolkingsdichtheid was toen 664,7 inwoners per km².

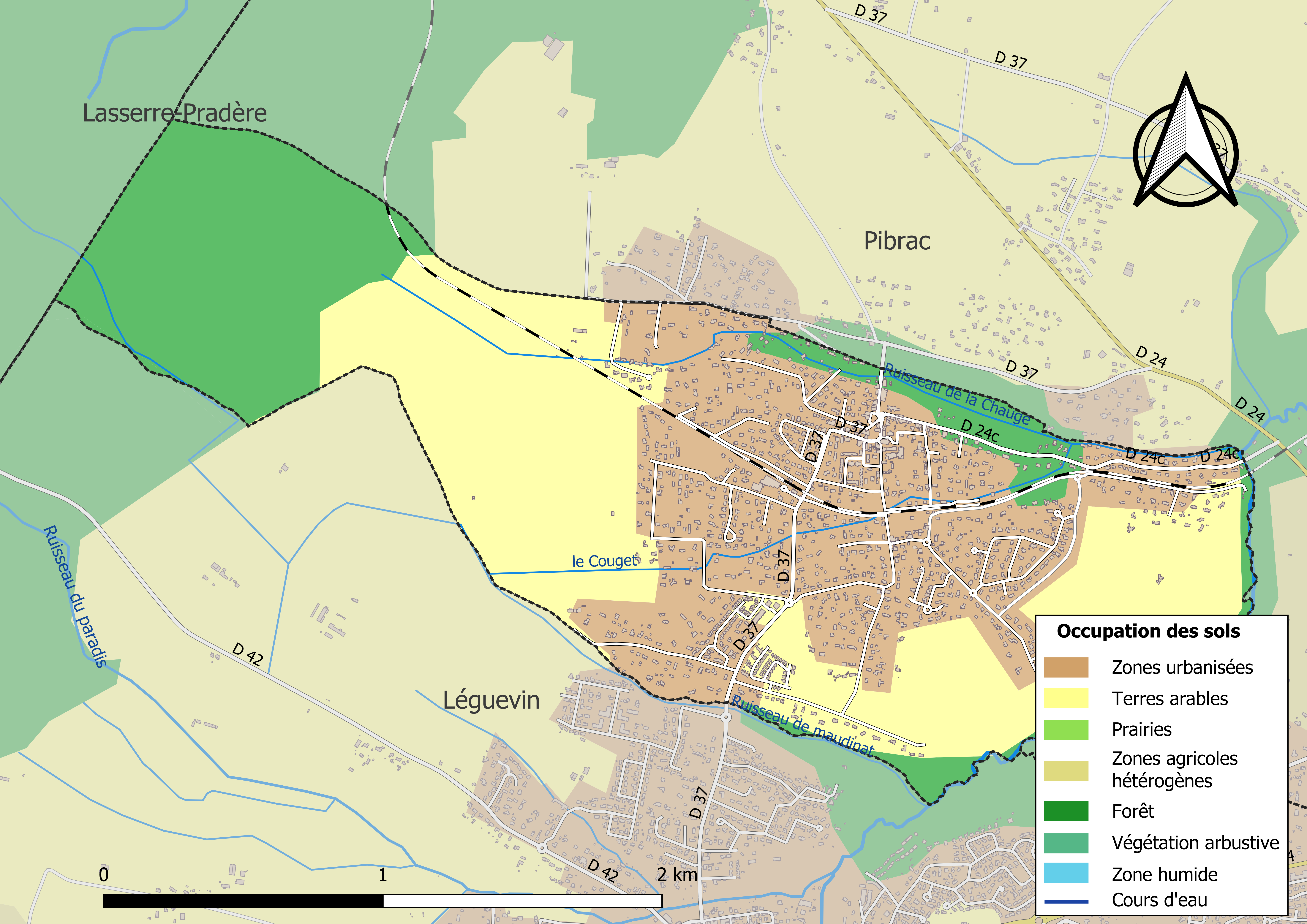
Kaart van de gemeente met belangrijkste infrastructuur, bodemgebruik en omliggende gemeenten

## Demografie
Onderstaande figuur toont het verloop van het inwonertal (bron: INSEE-tellingen).